# لارينو
لارينو (بالإيطالية: Larino)‏ هي بلدية في مقاطعة كامبوباسو في إقليم موليزي في إيطاليا.

## السكان
في سنة 1861 بلغ عدد السكان 5٬783 نسمة، وتطور العدد ليصل في سنة 2018 لـ 6٬680 نسمة.
يظهر هذا المخطط البياني تطور النمو السكاني لـ لارينو